# 에이수스
화숴 컴퓨터 주식회사(영어: ASUSTeK Computer Inc., ASUSTeK 또는 ASUS(중국어: 華碩電腦股份有限公司), 상표 ASUS(에이수스)는 대만의 다국적 컴퓨터, 전화 하드웨어 및 전자제품 제조 기업으로, 대만 타이베이 베이터우구에 본사를 두고 있다. 제품에는 데스크탑 컴퓨터, 노트북, 넷북, 휴대 전화, 네트워크 장비, 모니터, Wi-Fi 라우터, 프로젝터, 메인보드, 그래픽 카드, 광학 저장장치, 멀티미디어 제품, 주변기기, 웨어러블, 서버, 워크스테이션, 태블릿 PC 등이 있다. 회사는 또한 주문자 상표 부착 생산 (OEM)도 맡고 있다.
2024년 기준 에이수스는 단위 판매량 기준으로 세계 5위 개인용 컴퓨터 공급업체이다. 에이수스는 종목 코드 2357로 타이완 증권거래소에 주요 상장되어 있으며, 이전에는 종목 코드 ASKD로 런던 증권거래소에 이차 상장되어 있었다.

## 이름
회사는 보통 중국어로 ASUS 또는 화숴(華碩, 글자 그대로 중국어로 "뛰어남")으로 불린다. 회사 웹사이트에 따르면, ASUS라는 이름은 지혜와 지식을 상징하는 그리스 신화의 날개 달린 말 페가수스에서 유래했다. 단어의 마지막 네 글자만 사용하여 이름이 알파벳 목록에서 상위 순위를 차지하도록 했다.
마케팅 슬로건으로는 Rock Solid. Heart Touching(2003–2009)과 그 이후 Inspiring Innovation Persistent Perfection(2009–2013)을 사용했다. 2013년부터 회사의 슬로건은 In Search of Incredible이다.

## 역사
1989년, 에이수스는 4명의 엔지니어(T.H. 퉁, Ted Hsu, Wayne Hsieh, M.T. Liao)가 작은 아파트에 모여 타이페이에서 회사를 시작했다. 그들은 독자적으로 당시 최신형 프로세서인 인텔 486 칩셋을 위한 세계 최초 마더보드 제작에 성공한다. 훗날 에이수스로 알려지게 될 이들의 마더보드는 인텔로부터 월등한 기술력을 인정받아 IBM과 같은 대기업보다 앞서 마더보드를 출시하게 된다. 에이수스는 마더보드 시장의 40% 점유율을 차지하며 세계 최대 마더보드 브랜드로 성장한다. 2014년 기준 에이수스가 판매한 마더보드는 5억개라고 한다. 2005년, 에이수스는 그래픽 카드 시장 점유율 1위를 석권한다. 현재 에이수스는 "포춘지 선정 500대 기업" 중 하나로, 전세계에 15,000명의 직원을 보유하고 있다. 5,000여 명의 엔지니어가 활약하는 R&D 센터와 디자인 센터가 있다.
2005년 9월, 에이수스는 첫 번째 PhysX 가속기 카드를 출시했다. 2005년 12월, 에이수스는 TLW32001 모델로 LCD TV 시장에 진입했다. 2006년 1월, 에이수스는 람보르기니와 협력하여 VX 노트북 시리즈를 개발할 것이라고 발표했다.
2006년 3월 9일, 에이수스는 삼성 및 파운더 테크놀로지와 함께 최초의 마이크로소프트 오리가미 모델 제조사 중 하나로 확인되었다. 2006년 8월 8일, 에이수스는 기가바이트 테크놀로지와 합작 투자를 발표했다. 2007년 6월 5일, 에이수스는 컴퓨텍스 무역 박람회에서 Eee PC 넷북 라인 출시를 발표했다. 2007년 9월 9일, 에이수스는 블루레이 지원을 나타내며 BD-ROM/DVD 라이터 PC 드라이브인 BC-1205PT 출시를 발표했다. 에이수스는 이후 여러 블루레이 기반 노트북을 출시했다.
2008년 1월, 에이수스는 운영을 크게 재편하여 세 개의 독립적인 회사로 분할했다. 에이수스(적용된 자사 브랜드 컴퓨터 및 전자 제품에 중점), 페가트론(마더보드 및 부품의 OEM 제조에 중점), 유니한 코퍼레이션(케이스 및 몰딩과 같은 비 PC 제조에 중점). 구조 조정 과정에서 매우 비판적인 퇴직 연금 제도 구조 조정으로 인해 기존 퇴직 연금 잔액이 사실상 0이 되었다. 회사는 이전에 직원이 기여한 모든 기여금을 지급했다.
2008년 12월 9일, 오픈 핸드셋 얼라이언스는 에이수스가 조직의 14개 새로운 회원 중 하나가 되었다고 발표했다. 이 "새로운 회원들은 호환되는 안드로이드 장치를 배포하거나, 안드로이드 오픈 소스 프로젝트에 상당한 코드를 기여하거나, 안드로이드 기반 장치의 가용성을 가속화할 제품 및 서비스를 통해 생태계를 지원할 것이다."
2010년 6월 1일, 에이수스는 페가트론을 분사했다.
2010년 10월, 에이수스와 가민은 가민이 제품 카테고리에서 철수하기로 결정함에 따라 스마트폰 파트너십을 종료할 것이라고 발표했다. 두 회사는 지난 2년 동안 6개의 Garmin-ASUS 브랜드 스마트폰을 생산했다.
2010년 12월, 에이수스는 인텔 프로세서 전압 표준(저전압 아님) 인텔 코어 i3 또는 i5를 탑재하고 두께가 19mm에 불과한 세계에서 가장 얇은 노트북인 Asus U36을 출시했다.
2013년 1월, 에이수스는 소비자들이 태블릿 및 울트라북으로 점점 더 전환함에 따라 판매량 감소로 인해 Eee PC 시리즈 생산을 공식적으로 종료했다. 2022년 4월, 회사는 새로운 로고를 공개했다.

### 주요 연혁
- 2004년, 세계최초 탄소섬유 소재의 노트북 W1 개발
- 2006년, 고급 게이밍 브랜드 ROG[29] 런칭[30]
- 2006년, 세계최초 가죽소재 노트북 S6 개발
- 2006년, 람보르기니와 협력, 세계최초 람보르기니 노트북 개발
- 2007년, 세계최초 넷북 EeePC 개발
- 2009년, 내구성에 집중한 게이밍 브랜드 TUF 런칭[31]
- 2010년, 세계최초 대나무 소재 친환경 노트북 개발
- 2011년, 세계최초 투인원 (탈착형 디스플레이를 장착한 노트북) 트랜스포머 패드 개발
- 2012년, 세계 최초 패블릿 패드폰 개발
- 2012년, 구글과 함께 넥서스 7 개발 (2013년, 넥서스 7 2세대로 태블릿 시장 점유율 3위 등극)
- 2014년, 에이수스 독자개발 스마트폰 젠폰 출시, 동남아 시장에서 삼성에 이어 스마트폰 점유율 2위 브랜드로 급성장

## 기업 업무
에이수스의 주요 동향은 다음과 같다 (12월 31일 종료 회계 연도 기준):
| 년도 | 수익 (TWD 십억) | 순이익 (TWD 십억) |
| ---- | --------------- | ----------------- |
| 2019 | 351             | 14.3              |
| 2020 | 412             | 23.9              |
| 2021 | 535             | 44.5              |
| 2022 | 537             | 14.6              |
| 2023 | 482             | 15.9              |

## 운영

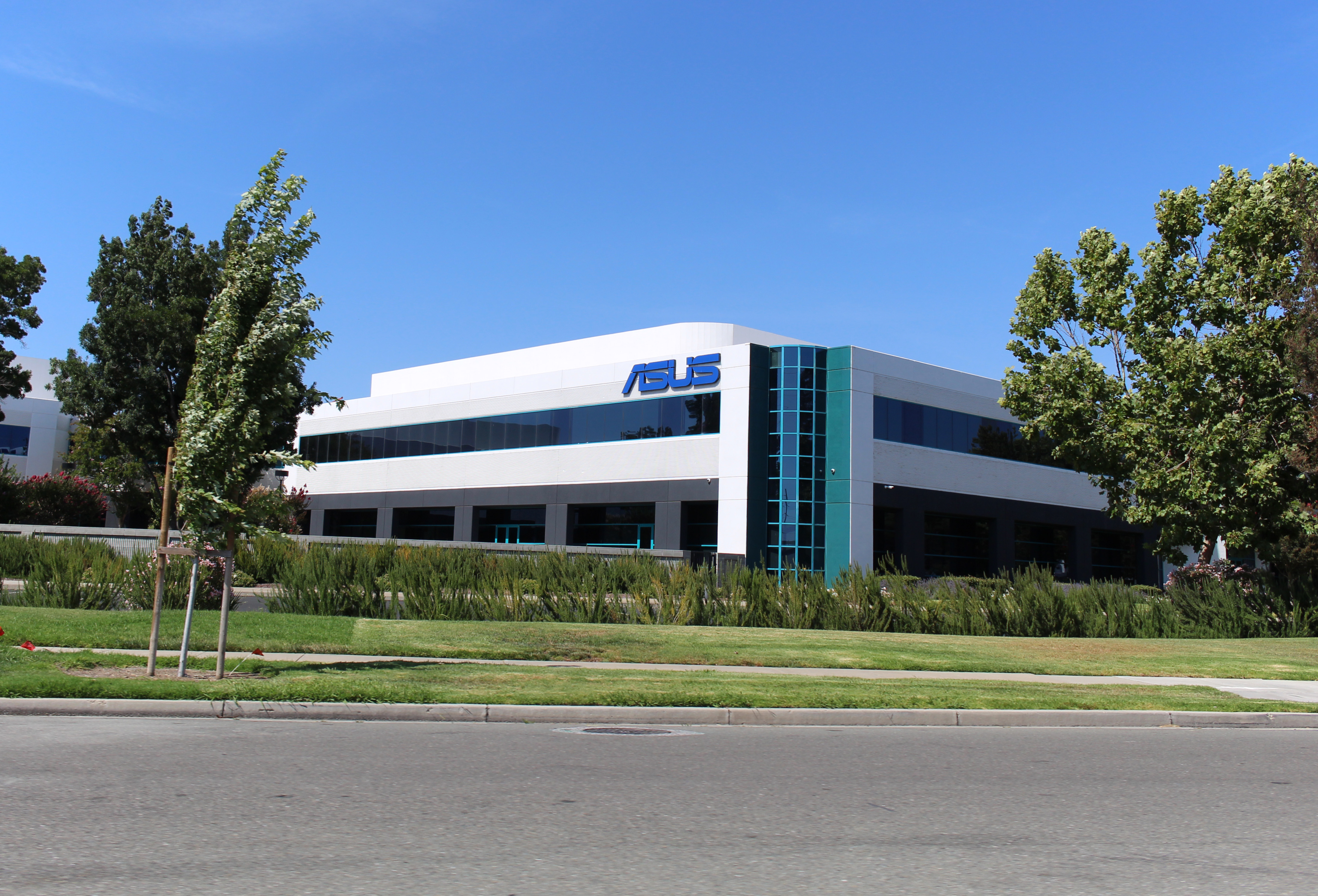
ASUS 미국 프레몬트 본사

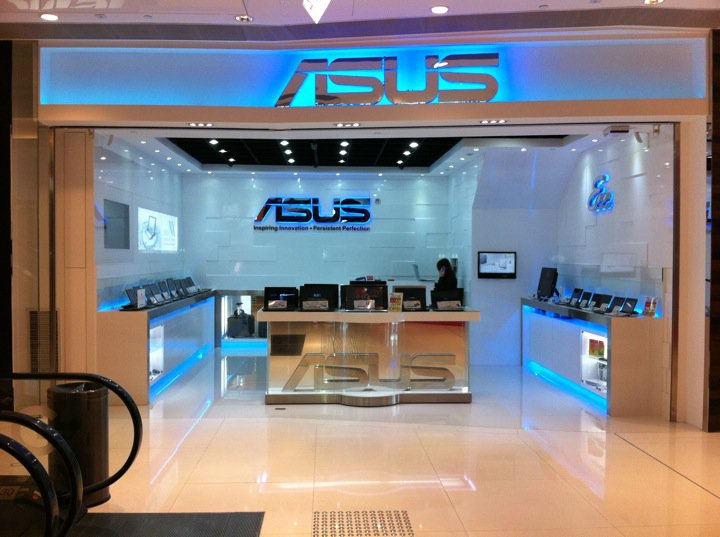
홍콩의 ASUS 매장

ASUS는 대만 타이베이 베이터우구에 본사를 두고 있다.
2009년 기준, ASUS는 대만(타이베이, 루주, 난강, 구이산), 중국(쑤저우, 충칭), 멕시코(시우다드후아레스), 체코(오스트라바)에 제조 시설을 가지고 있었다. 쑤저우에 위치한 ASUS 하이테크 파크는 540,000 m2 (5,800,000 ft2)에 달한다.

## 제품
에이수스의 제품에는 2-in-1s, 노트북, 태블릿 컴퓨터, 데스크탑 컴퓨터, 스마트폰, PDA, 서버, 컴퓨터 모니터, 메인보드, 그래픽 카드, 사운드 카드, DVD 드라이브, 네트워크 장치, 컴퓨터 케이스, 컴퓨터 부품 및 컴퓨터 냉각 시스템이 포함된다.
에이수스의 주요 라인업 중 하나는 노트북(VivoBooks), 올인원(Vivo AiO), 데스크탑(VivoPC), 스틱 PC(VivoStick), 미니 PC(VivoMini), 스마트워치(VivoWatch), 컴퓨터 마우스(VivoMouse) 및 태블릿(VivoTab)으로 구성된 비보 라인업이다.

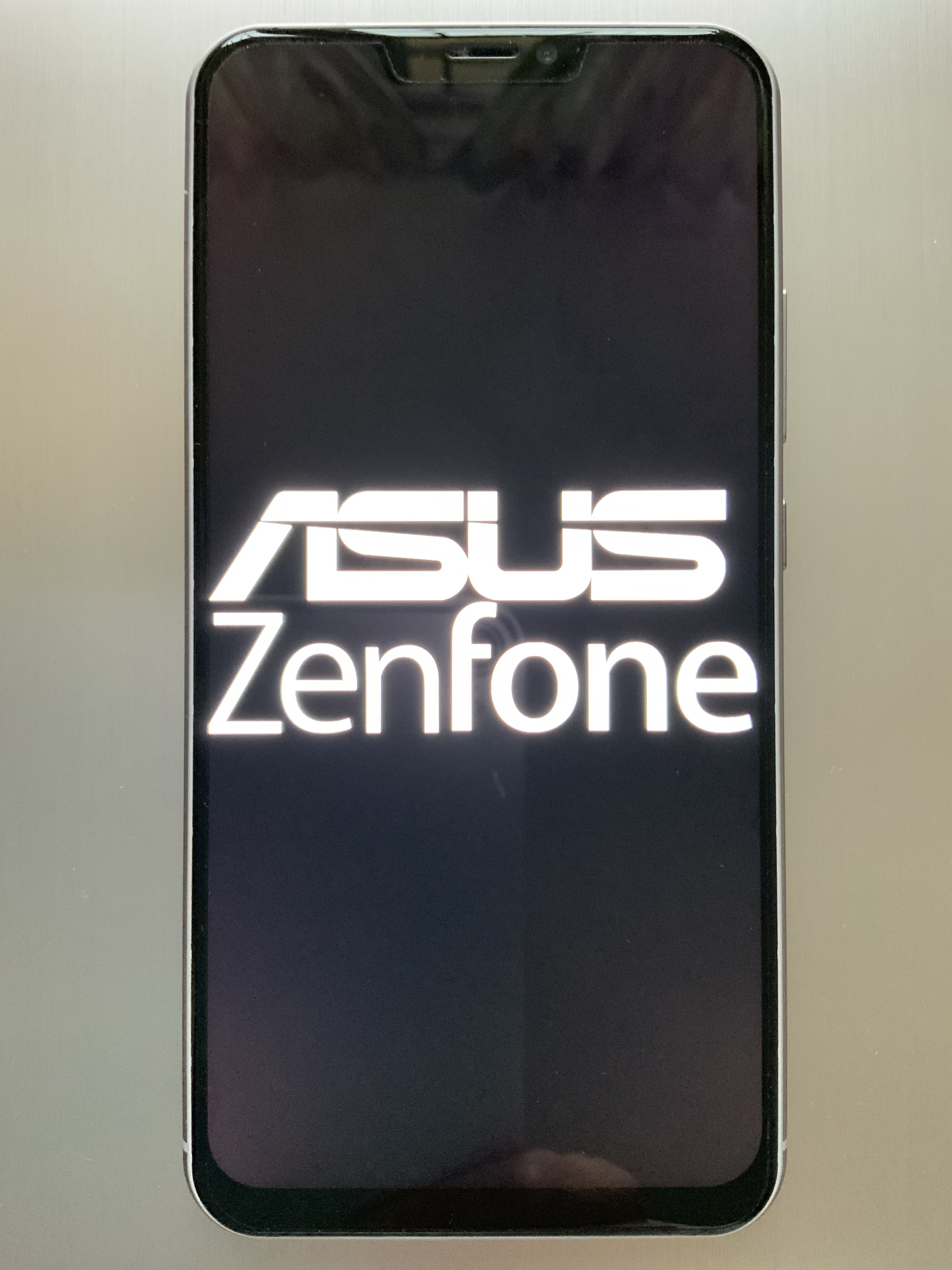
ASUS 젠폰
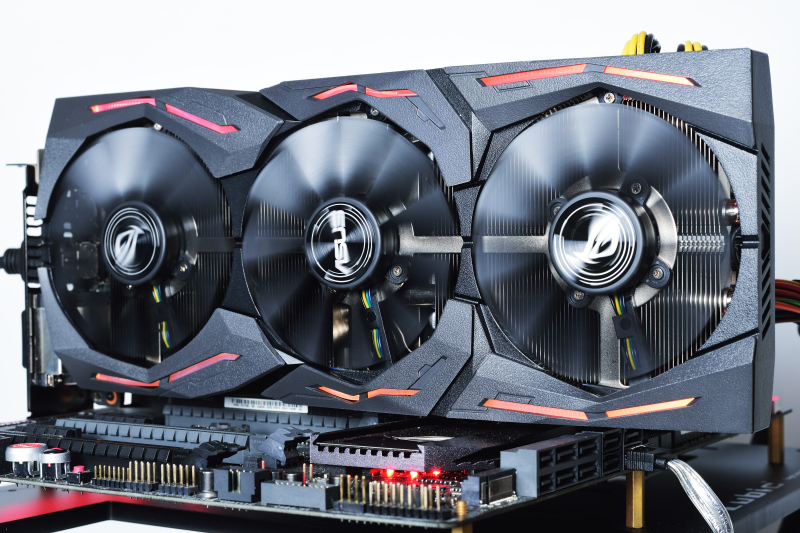
에이수스 엔비디아 지포스 GTX 1080 그래픽 카드
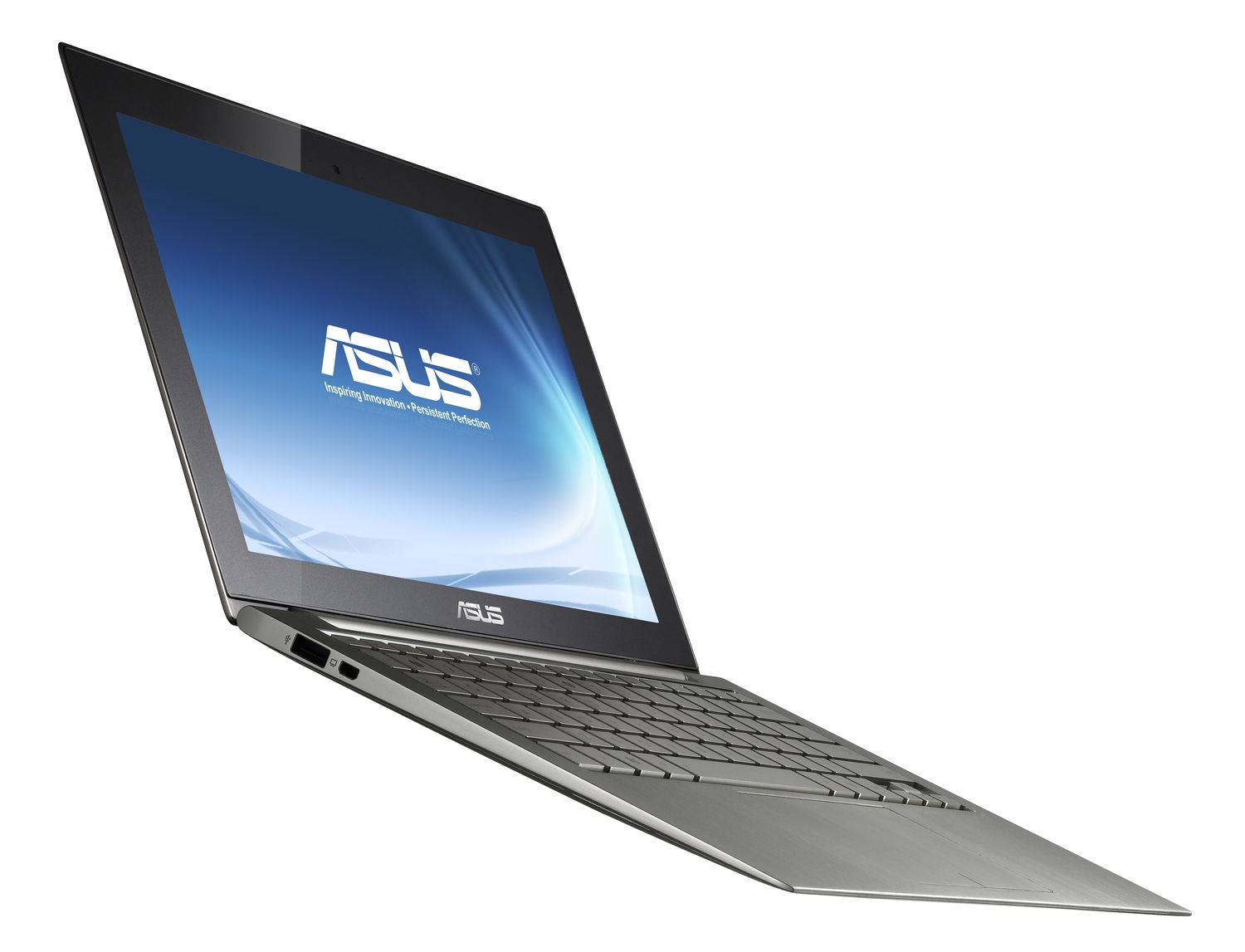
에이수스 x21 울트라북
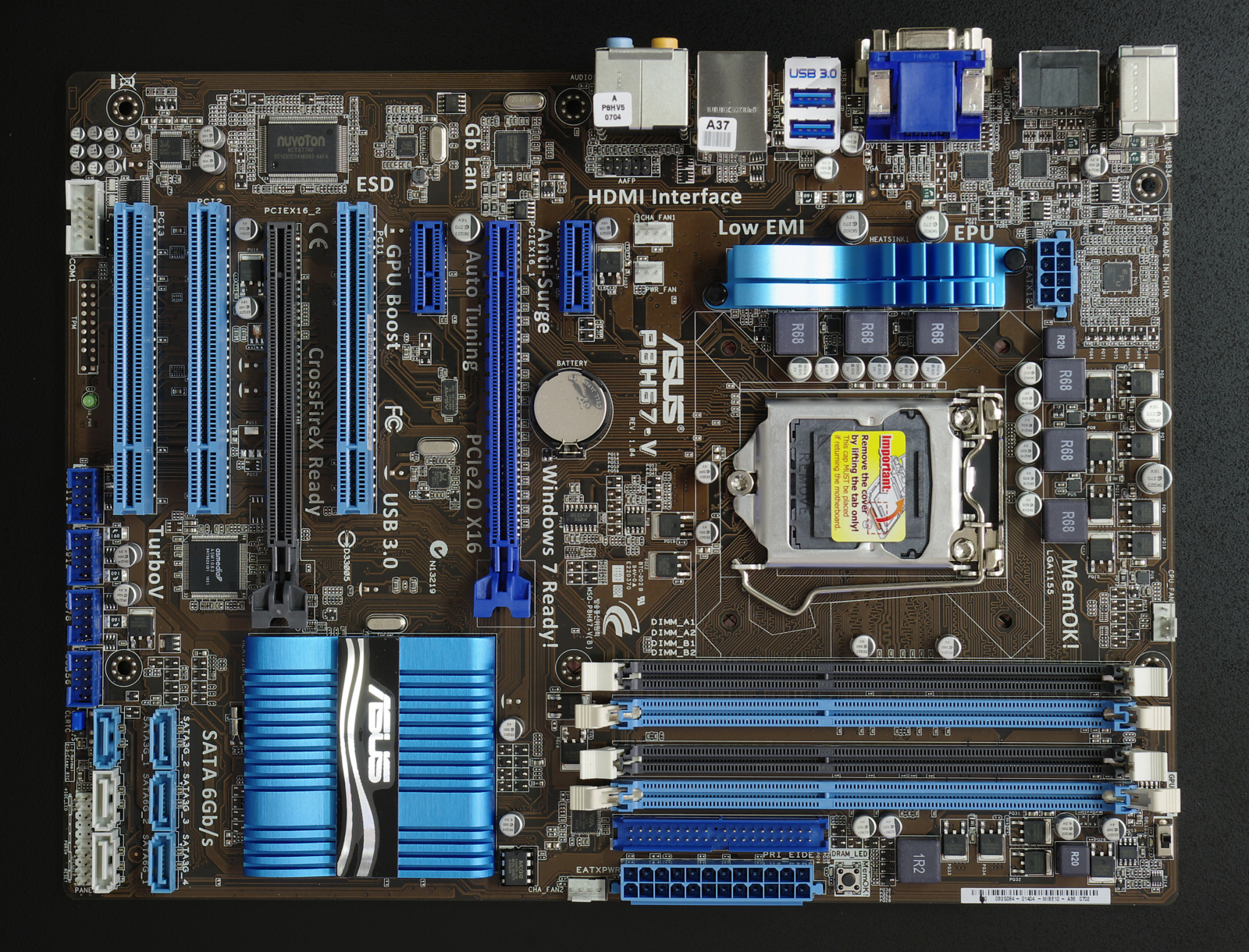
에이수스 메인보드
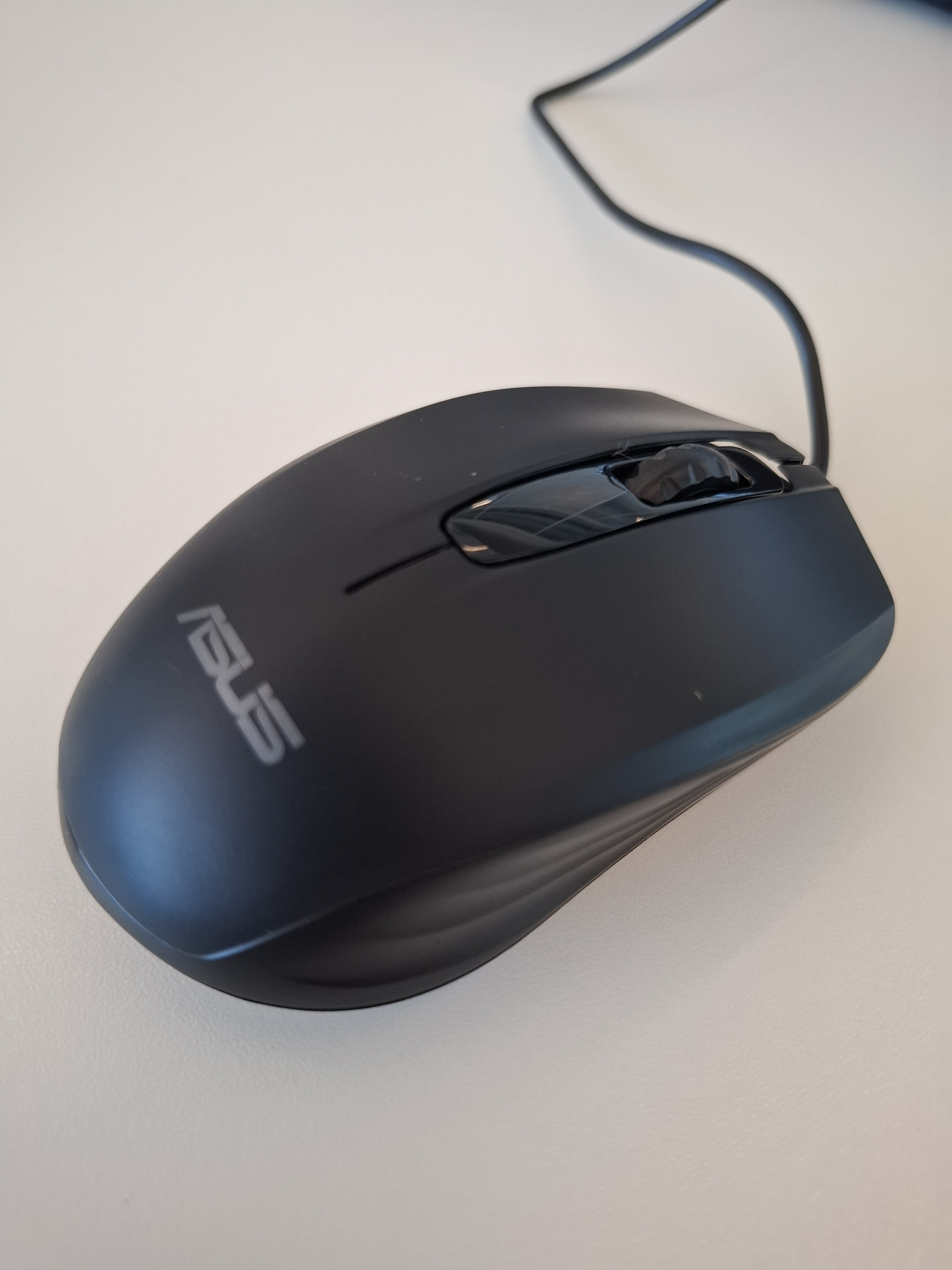
에이수스 마우스

### GPS 장치
에이수스 R7200T GPS 장치는 TMC(트래픽 메시지 채널)를 포함한다.

### 사운드 카드
2008년 2월 28일에 고음질을 보장하는 Xonar DX를 처음 출시하였다. 이 카드의 주된 매력은 Open AL과 DTS 커넥트를 지원하는 동시에 EAX 5.0 효과를 아우스 GX 소프트웨어가 가상으로 구현한다는 점이다. 윈도우 비스타에서 드라이버 지원이 부족한 크리에이티브의 사운드 카드의 대안이 되기도 했다. 그 뒤 에이수스는 2008년 7월 27일 Xonar DX의 PCI-E x1 연결 대신 PCI 인터페이스를 통해 메인보드에 연결되는 Xonar D1을 선보였다.
그 뒤 에이수스는 손실이 적은 HD 오디오 비트 스트리밍을 AV 리시버에 전달하는 최초의 솔루션 Xonar HDAV 1.3을 출시했다.
그 뒤 에이수스는 동일한 오디오 프로세서를 이용하여 Xonar DS 사운드 카드를 생산하였고 이 카드는 2009년 5월 13일에 출시되었다. 이 카드는 107db SNR 등급을 지니며 이 등급은 Xonar DX와 Xonar D1이 제공해야 했던 것보다 살짝 떨어지긴 하지만, Xonar 계열의 일반 기능뿐 아니라 업그레이드 가능한 OP-AMP를 추가한 것이 특징이다. 그 뒤 에이수스는 하이엔드급 에센스 ST 사운드 카드를 2009년 5월 15일에 출시하였다. 이 카드는 124db SNR 등급에 정밀 오디오 클럭 튜닝 기능을 제공한다. 사흘 뒤, 에이수스는 HTPC 사용자를 대상으로 한 HDAV 1.3 슬림을 출시함으로써 HDAV 계열을 새단장하였다. 이 계열은 HDAV 1.3과 비슷하지만 크기가 더 작다. 콤퓨텍스 2010 행사 기간에 에이수스는 Xense 사운드 카드로 이루어진 오디오 번들과 젠하이저 PC350 헤드셋 특별판을 갖춘 Xonar Xense를 선보였다. 2010년 8월에 에이수스는 값싼 가격으로 돈을 주고 사고 싶은 고객들을 위해 Xonar DG 사운드 카드를 출시하였다. 이 카드는 돌비 헤드폰 및 GX 2.5 (EAX 5 .0 기술 지원)을 위한 5.1 서라운드 사운드 지원, 105db SNR 등급을 제공한다.

### 스마트폰
에이수스는 또한 주로 ARM 프로세서가 아닌 인텔을 탑재하고 SIM 슬롯이 2개 있는 많은 안드로이드 기반 스마트폰을 출시했다. 에이수스는 현재 인도, 중국 및 기타 아시아 국가와 같은 대규모 모바일 시장에서 매우 영향력이 크다. 이는 젠폰 시리즈로 알려져 있는데, 젠폰 라인 이전에 에이수스는 2000년대 중반에 에이수스 v70과 같은 피처폰과 윈도우 모바일에서 실행되는 스마트폰을 출시했다.
1세대 (2014)
- ZenFone 4 (4인치 또는 4.5인치 변형 사용 가능)
- ZenFone 5
- ZenFone 6

2세대 (2015)
- ZenFone Zoom
- ZenFone C
- ZenFone 2
- ZenFone 2 Laser
- ZenFone Max
- ZenFone Selfie
- ZenFone Go[49]
- ZenFone 2E – AT&T 전용으로 제작되어 2015년 출시[50]

3세대 (2016)
- ZenFone AR
- ZenFone 3 series

4세대 (2017)
- ZenFone 4 series

5세대 (2018)
- ZenFone 5 series
- ZenFone Max series (M1 and M2)
- ZenFone Live series (L1 and L2)
- ROG Phone series

6세대 (2019)
- ZenFone 6 series
- ROG Phone 2 series

또한, 에이수스는 태블릿 화면에 스마트폰을 도킹할 수 있는 하이브리드 장치인 PadFone 시리즈도 생산했다. 제품 라인업은 다음과 같다:
- PadFone (A66)
- PadFone 2 (A68)
- PadFone Infinity (A80)
- PadFone Infinity Lite (A80C)
- new PadFone Infinity (A86)
- PadFone E (A68M)
- PadFone X (A91)
- PadFone S (PF500KL)
- PadFone Mini (PF400GC)
- PadFone Mini 4.3 (A11)
- PadFone X Mini (PF450CL, US only)

에이수스 스마트폰 대부분은 인텔 아톰 프로세서로 구동되지만, 일부 Padfone 시리즈와 일부 ZenFone 2 모델은 퀄컴 스냅드래곤을 사용하며, 이 시리즈의 이후 모델은 퀄컴 스냅드래곤 또는 MediaTek 시스템 온 칩을 사용한다.
7세대 (2020)
- ZenFone 7 series
- ROG Phone 3 series

8세대 (2021)
- ZenFone 8 series
- ROG Phone 5 series

9세대 (2022)
- ZenFone 9
- ROG Phone 6 series
- ROG Phone 6D series

10세대 (2023)
- ZenFone 10
- ROG Phone 7 series

11세대 (2024)
- ZenFone 11 Ultra[51]
- ROG Phone 8 series[52]
- ROG Phone 9 series[53]

### 2-in-1s
- 트랜스포머 북
- VivoBook Flip
- ZenBook Flip
- ExpertBook Flip
- Chromebook flip

### 노트북
- 젠북
- 비보북
- ASUSPRO
- ExpertBook
- ProArt StudioBook
- The Ultimate Force (TUF Gaming)
- Republic Of Gamers (ROG Gaming)
- Chromebook
- EeeBook
- G 시리즈
- N 시리즈
- K 시리즈
- X 시리즈
- E 시리즈
- Q 시리즈
- U 시리즈
- B 시리즈
- V 시리즈
- F 시리즈
- A 시리즈
- T 시리즈

에이수스에서 이전에 제공했지만 현재는 단종된 시리즈에는 이북 시리즈, K 시리즈, X 시리즈, E 시리즈, Q 시리즈, B 시리즈, V 시리즈, P 시리즈, F 시리즈, A 시리즈, u2e 시리즈 및 G 시리즈가 있다.

### 태블릿

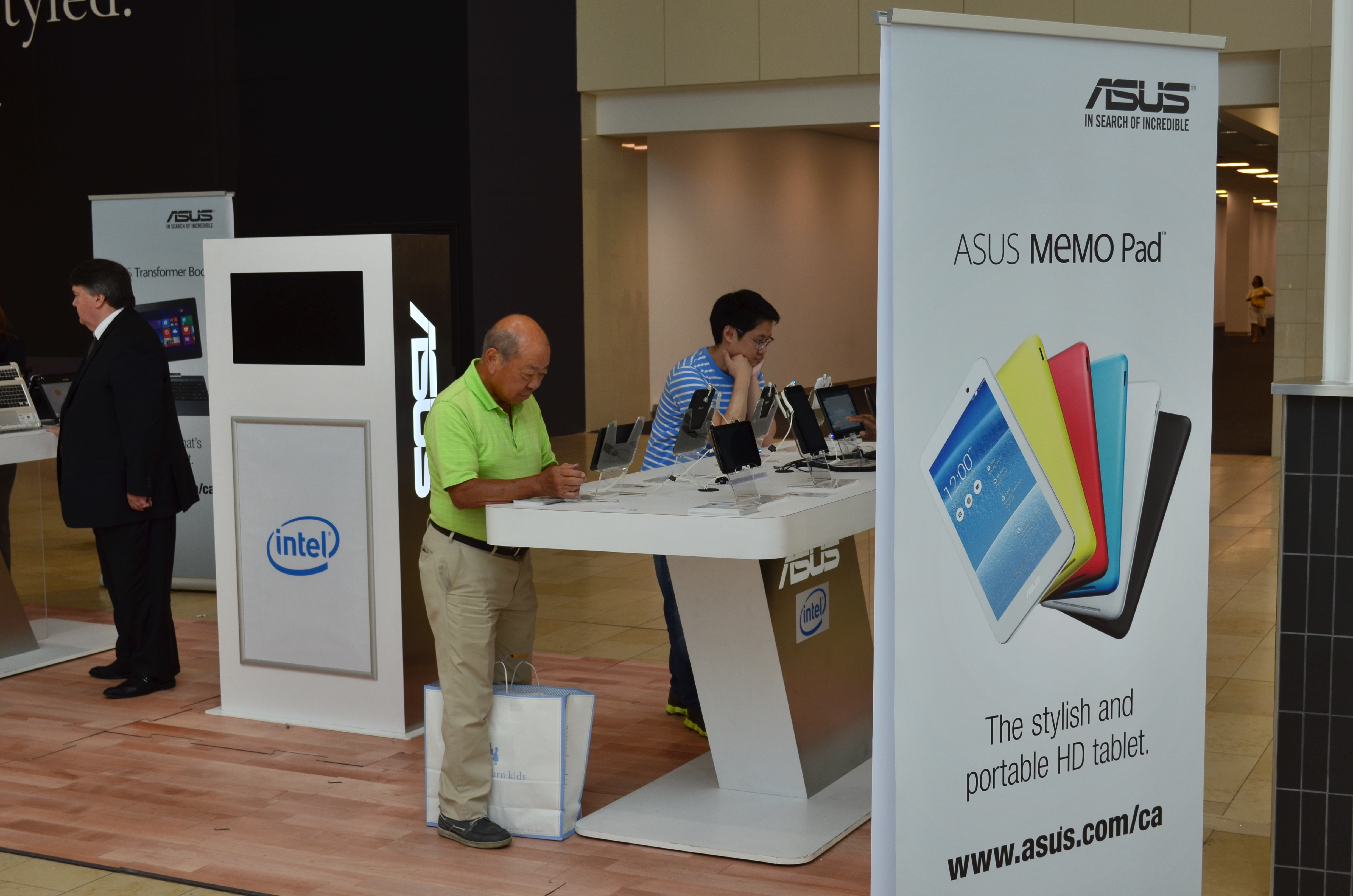
ASUS MeMO Pad 로드쇼

넥서스 7의 두 세대는 구글을 위해 제조되고 브랜드화되어 2012년 7월 출시를 위해 2012년 6월 27일 발표되었다. 2013년 7월 24일, Asus는 넥서스 7의 후속 모델을 발표했다. 이틀 뒤 출시되었다. 에이수스는 또한 마이크로소프트와 협력하여 윈도우 8 컨버터블 태블릿을 개발하고 있다. 2013년, 에이수스는 키보드에 연결하면 윈도우 8 장치가 되는 안드로이드 기반 태블릿 컴퓨터를 공개했으며, 이를 트랜스포머 북 트리오라고 불렀다. 키보드는 타사 모니터에 연결하여 데스크탑과 같은 경험을 제공할 수 있다. 에이수스는 다음 태블릿 컴퓨터 라인으로도 알려져 있다:
- Eee Pad Transformer
- Eee Pad Slider
- Eee Slate
- 메모 패드 8
- 비보탭
- ZenPad: 7.0 Z370CG, C 7.0 Z170MG/Z170CG, 8.0 Z380KL, 8.0 Z380C*, S 8.0 Z580CA*, 10 Z300C* (2015년 출시); 8.0 Z380M*, Z8 ZT581KL, 3 8.0 Z581KL, 10 Z300M*, 3S 10 Z500M*, Z10 ZT500KL (2016); 3S 8.0 Z582KL, Z8s ZT582KL, 3S 10 Z500KL (2017) (* SIM 없음)[58]

### ASUS 서버
GPU 랙 서버
- ESC8000 G3 (최대 8개 GPU 고밀도 및 하이브리드 컴퓨팅)
- ESC4000 G3/G3s

2-Way 랙 서버
- RS720Q-E8-RS8-P
- RS720Q-E8-RS12
- RS700-E8-RS8 V2
- RS700-E8-RS4 V2
- RS500-E8-RS4 V2
- RS500-E8-RS4 V2
- RS400-E8-PS2-F
- RS400-E8-PS2
- RS720-E8-RS24-ECP
- RS540-E8-RS36-ECP
- RS520-E8-RS12-E V2
- RS520-E8-RS8-E V2

1-Way 랙 서버
- RS300-E9-PS4
- RS300-E9-RS4
- RS200-E9-PS2-F
- RS200-E9-PS2
- RS100-E9-PI2

2-Way 타워 서버
- TS700-E8 V3 시리즈
- TS500-E8-PS4 V2

1-Way 타워 서버
- TS300-E9-PS4
- TS100-E9-PI4

### 데스크탑 및 올인원 PC
타워 PC
- 비보 PC
- ROG 시리즈
- 게이밍 시리즈

미니 PC
- ASUS Tinker Board
- 비보 미니

크롬 장치
- 크롬박스
- 크롬비트

올인원 PC
- Zen AiO
- 비보 AiO
- 휴대용 AiO

### Eee 라인
2007년 10월 출시부터 2013년 1월 라인 단종까지, Eee PC 넷북은 포브스 아시아 올해의 제품, 스터프 매거진 올해의 가젯 및 올해의 컴퓨터, NBC.com 최고의 여행 가젯, 컴퓨터 쇼퍼 2008년 최고의 넷북, PC 프로 올해의 하드웨어, PC 월드 최고의 넷북, DIME 매거진 2008년 트렌드 어워드 수상 등 수많은 상을 수상했다.
에이수스는 이후 Eee 라인업에 여러 제품을 추가했다.
- Eee Box PC, 컴팩트한 넷탑
- Eee Top, LCD 모니터 인클로저에 담긴 올인원 터치스크린 컴퓨터
- Eee Stick, 사용자의 물리적인 손 동작을 화면 상의 해당 움직임으로 변환하는 PC 플랫폼용 플러그 앤 플레이 무선 컨트롤러
- Eee Pad Transformer, 안드로이드 운영체제를 실행하는 태블릿 컴퓨터.[60]
- Eee Pas Transformer Prime, 오리지널 트랜스포머의 후속작.

2009년 3월 6일, 에이수스는 Eee Box B202를 출시했으며, PCMag은 이를 "ASUS Eee PC의 데스크탑 버전"으로 보았다 (ASUS Eee Box 컴퓨터 라인은 이후 2010년에 "ASUS Eee Box PC"로 이름이 변경되었다).

### Essentio 시리즈

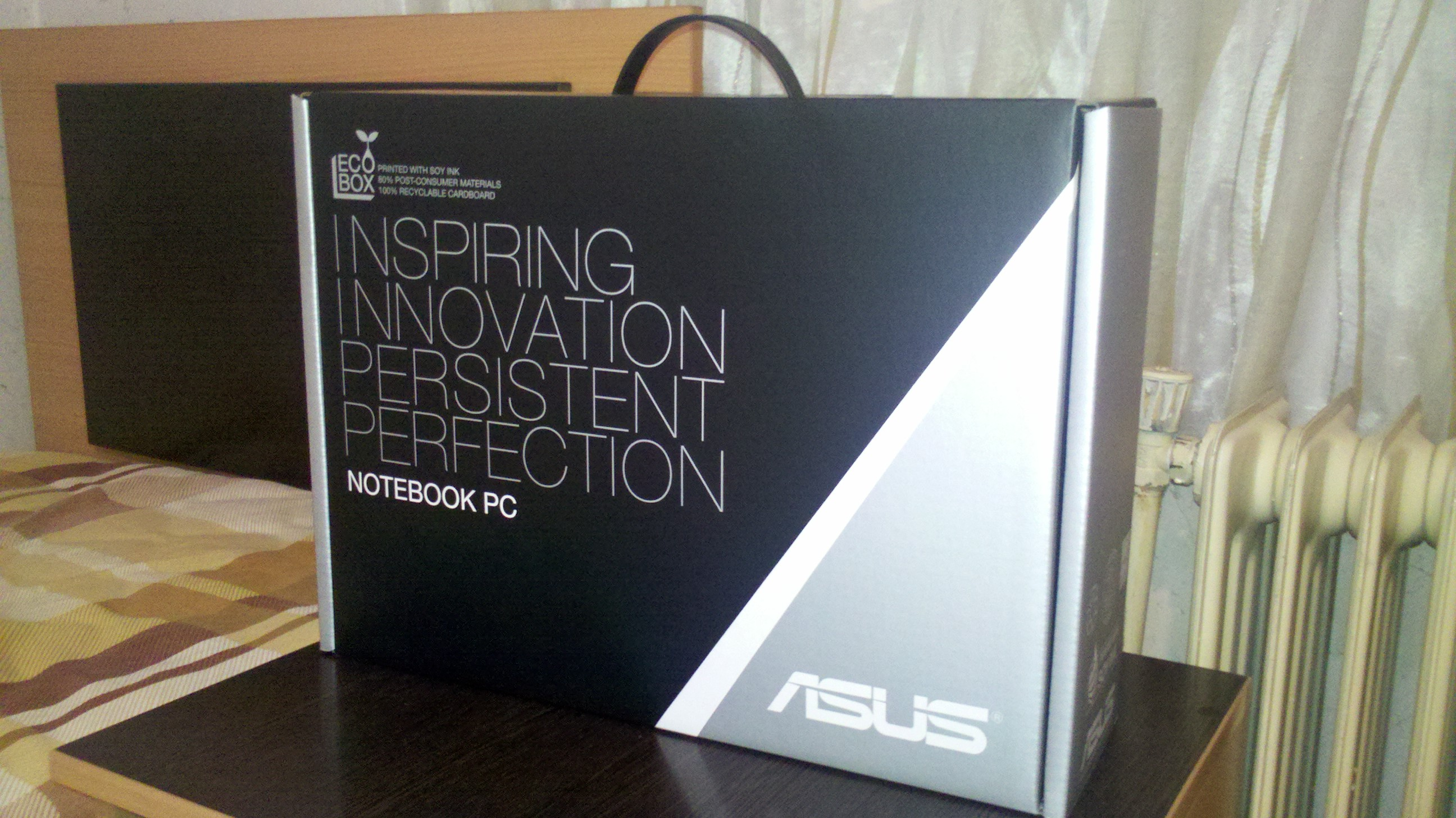
ASUS N55 S 패키지

Essentio는 데스크탑 PC 라인이다. 2011년 12월 기준 이 라인은 CG 시리즈 (게이밍용), CM 시리즈 (엔터테인먼트 및 가정용) 및 CS 및 CP 슬림라인 시리즈로 구성되었다.

### 디지털 미디어 리시버
ASUS는 ASUS O!Play라는 이름으로 디지털 미디어 리시버를 판매한다.

### ASUS Republic of Gamers

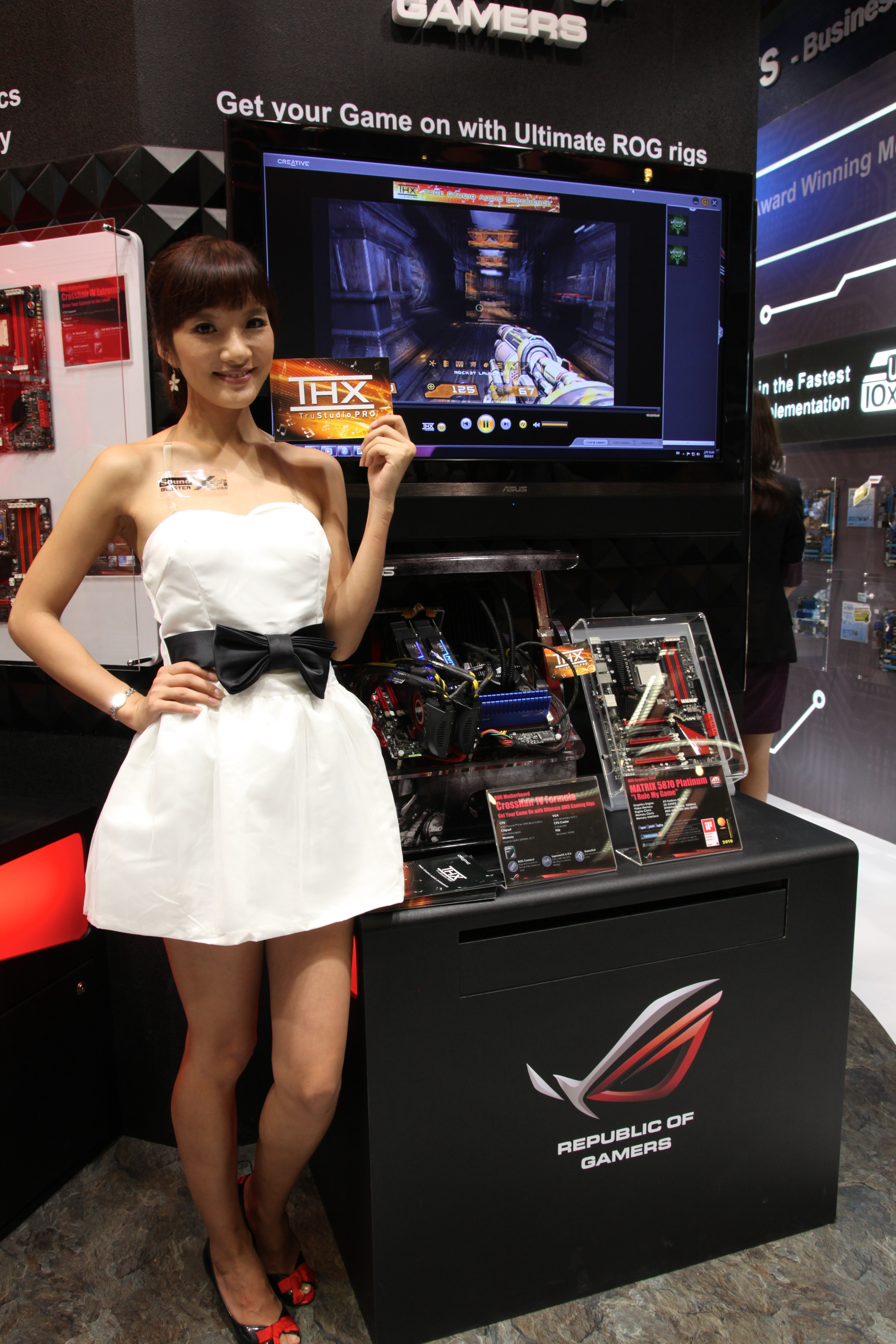
ASUS 홍보 모델이 ROG 제품을 선보이고 있다

ASUS Republic of Gamers(ASUS ROG)는 2006년부터 ASUS가 사용해 온 브랜드로, 다양한 컴퓨터 하드웨어, 개인용 컴퓨터, 주변기기 및 액세서리를 포함한다.
AMD 그래픽 카드는 엔비디아의 지포스 파트너 프로그램으로 인해 Arez 브랜드로 마케팅되었다.
2013년 ASUS는 하나의 PCB에 두 개의 SSD를 탑재한 PCI 익스프레스 기반의 RAID 0 SSD 하위 시스템인 RAIDR Express를 출시했다.
2022년 1월, ASUS는 ROG의 CES 2022 출시 행사에서 ROG Flow Z13을 발표했다. 고성능 인텔의 코어 i9 프로세서와 엔비디아의 지포스 RTX 3050 Ti 그래픽 성능을 탑재하여 태블릿 시장에서 가장 큰 혁신을 이루었다. 이는 태블릿 형태의 세계 최초 RTX 30 시리즈 컴퓨터이다.

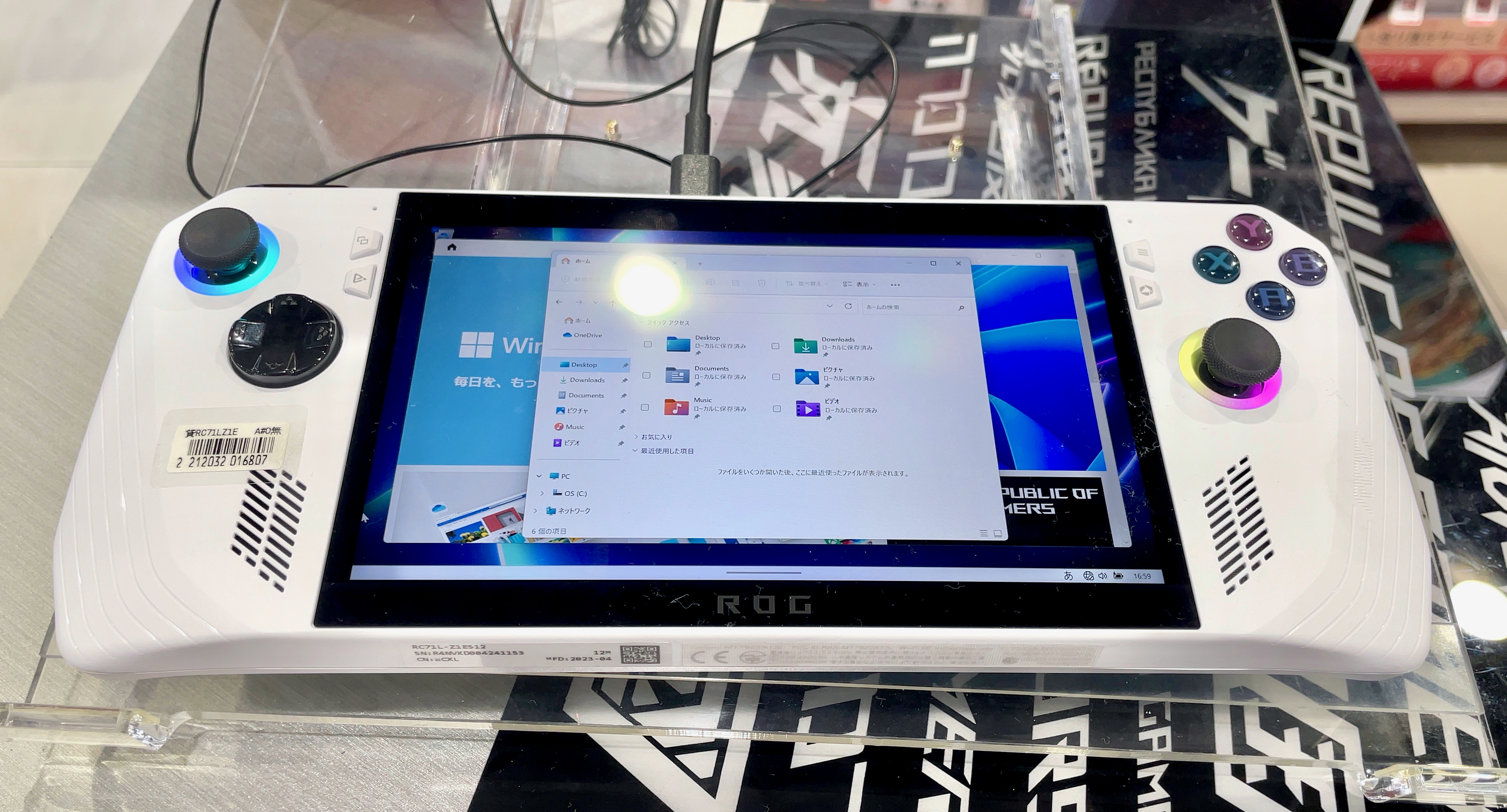
ASUS ROG Ally 핸드헬드 게이밍 컴퓨터

2023년 6월, ASUS는 스팀 덱과 경쟁하기 위해 설계된 핸드헬드 장치인 ROG 앨리를 출시했다. 앨리는 7인치 (대각선), 1080p 터치스크린 디스플레이를 갖추고 있으며, 120Hz 주사율 기능과 16:9 화면비를 제공하는 반면 스팀 덱 패널은 800p와 60Hz에 16:10 화면비만 지원한다.

### The Ultimate Force

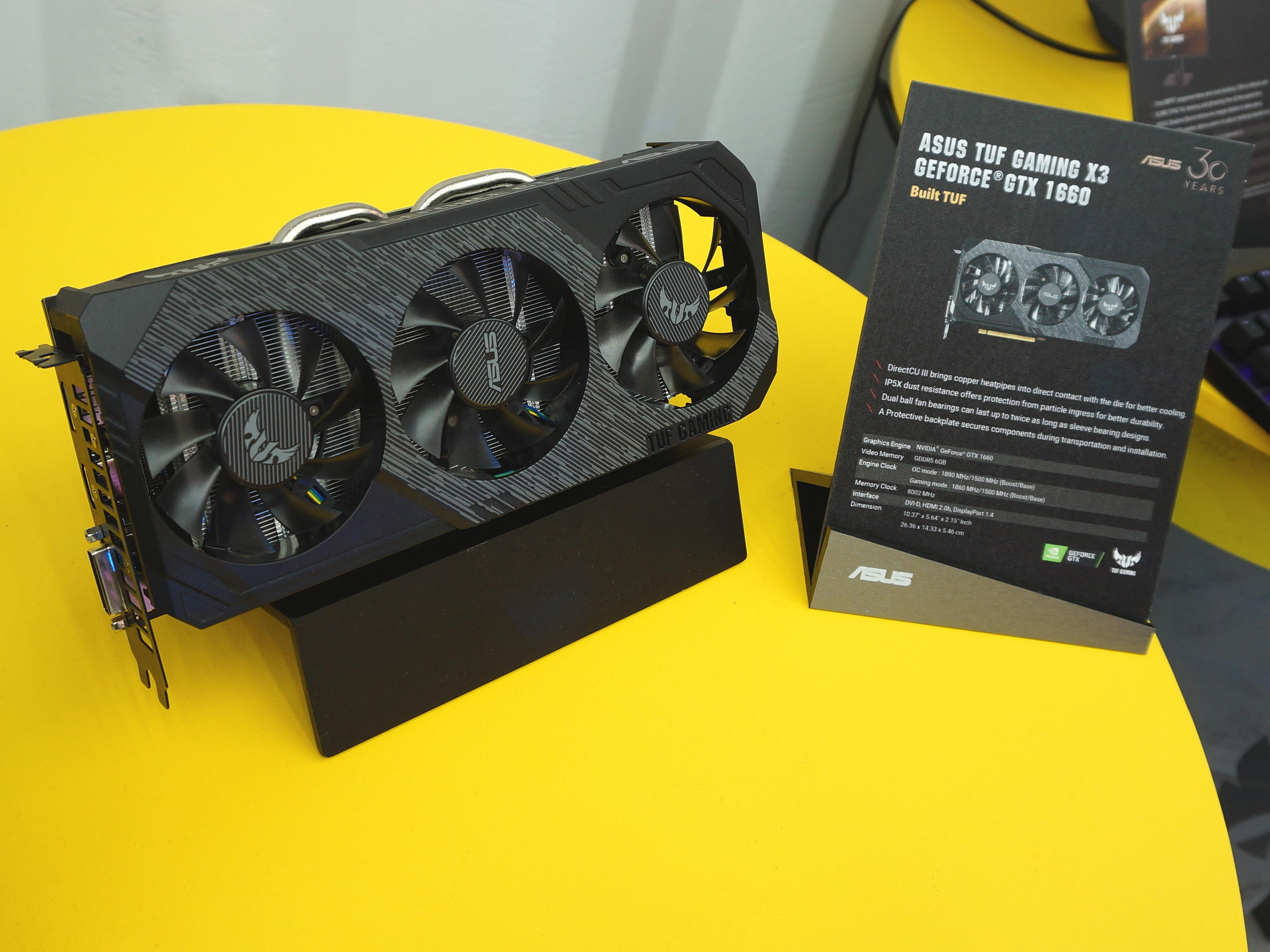
ASUS TUF Gaming X3

ASUS The Ultimate Force (ASUS TUF Gaming)는 약 2010년부터 ASUS가 사용해 온 브랜드이다.

### 데스크탑 모니터
- ROG Swift OLED PG27AQDM
- ROG Swift OLED PG42UQ
- ROG Swift OLED PG48UQ
- ROG Swift PG279QM (2560x1440, 240 Hz, IPS)
- ROG Swift PG27AQN (2560x1440, 360 Hz, IPS)
- ROG Swift PG279Q[68]
- ROG Swift PG348Q
- ROG Swift PG35VQ[69]
- ROG Swift PB27UQ
- ROG Strix XG27AQ
- ROG Strix XG27AQM
- ROG Strix XG27AQMR
- ROG Strix XG27AQV
- MX34VQ
- VZ279Q

### 메인보드

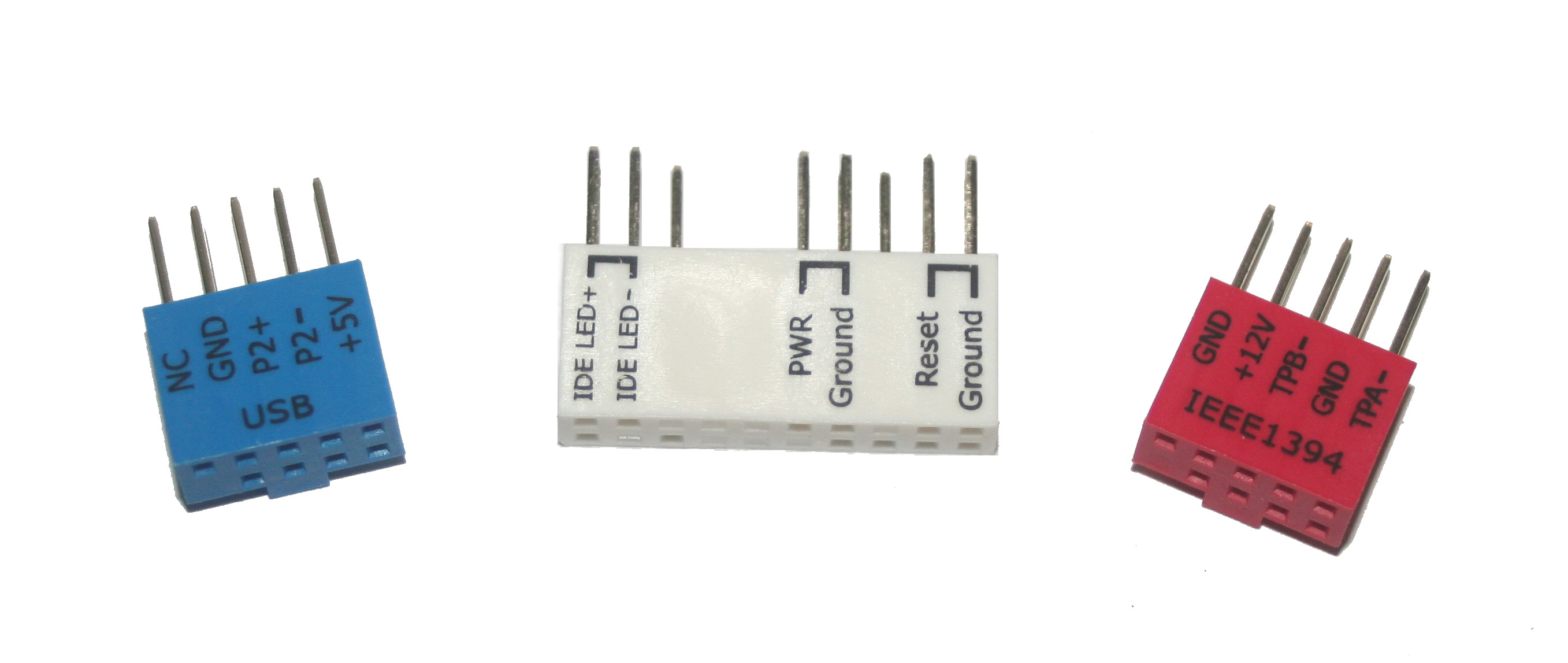
Q-커넥터

ASUS 메인보드는 때때로 메인보드 전면 패널 커넥터와 전면 패널 케이블 사이에 위치하는 Q-커넥터를 포함한다. Q-커넥터는 메인보드 전면 패널 커넥터보다 더 큰 글자로 표시되어 있으며 메인보드에서 돌출되어 방열판 및 기타 커넥터의 방해를 제한한다.
Q-커넥터를 사용하면 여러 전면 패널 연결을 유지 보수를 위해 단일 단위로 제거할 수 있다. 이렇게 하면 재조립 시 잘못된 연결의 위험이 크게 줄어든다.

## 기타 이니셔티브

### 이스포츠
ASUS ROG는 자체 프로 게이밍 팀을 설립하는 등 이스포츠의 적극적인 지지자였다.
2021년 1월, ROG는 인도에 새로운 이스포츠 아카데미를 설립할 계획을 발표하며, Counter-Strike: Global Offensive (CS:GO) PC 게임 프로 게이머를 스카우트하고 훈련할 계획을 발표했다. 이 이니셔티브는 선발된 게이머들에게 코칭, 게임 장비 및 수당을 제공하여 국내 및 국제 이스포츠 토너먼트 경쟁을 준비하도록 지원할 것이다.

## 환경 기록

### 그린 ASUS
2000년, ASUS는 그린 ASUS를 출범했다. 이 사업은 ASUS 회장 Jonney Shih가 이끄는 운영위원회에 의해 감독되는 전사적인 지속 가능한 컴퓨팅 이니셔티브이다. 회사에 따르면, ASUS는 "디자인, 조달, 제조, 마케팅"에서 친환경 정책을 추구한다.

### 인정
2006년, ASUS는 본사 및 모든 제조 시설에 대해 IECQ (전자 부품 IEC 품질 평가 시스템) 및 HSPM (유해 물질 프로세스 관리) 인증을 획득했다.
2007년, 기업 책임 평가 전문 독립 연구 기관인 Oekom Research는 ASUS를 "컴퓨터, 주변기기 및 사무용 전자 제품 산업"에서 "매우 친환경적인 회사"로 인정했다.
2008년 10월, ASUS는 제품에 대해 11개의 전자 제품 환경 평가 도구 (EPEAT) 골드 상을 수상했으며, N-시리즈 노트북 4개, 즉 N10, N20, N50 및 N80이 포함되었다. 다음 달 프라하에서 열린 시상식에서 동일한 N-시리즈 노트북에 대해 EU 플라워 인증을 받았다. 2008년 12월, Det Norske Veritas는 이들 장치에 대해 세계 최초의 EuP (에너지 사용 제품) 휴대용 노트북 인증을 수여했다.

### 재활용 캠페인
2008년 4월, ASUS는 인텔 및 Tsann Kuen Enterprise Co.와 협력하여 "PC Recycling for a Brighter Future" 프로그램을 시작했다. 이 프로그램은 1,200대 이상의 데스크탑 컴퓨터, 노트북 및 CRT/LCD 모니터를 수거하고 재활용하여 122개 초등학교 및 중학교, 5개 원주민 공동체 및 츠치(Tzu Chi) 줄기세포 센터에 기증했다.

## 논란
2008년 9월, PC 프로는 독자를 통해 ASUS가 금이 가고 라이선스 없는 소프트웨어가 포함된 노트북을 실수로 배송했다는 사실을 발견했다. 실제 장치와 복구 CD 모두 마이크로소프트 및 기타 조직의 기밀 문서, ASUS 내부 문서, 이력서를 포함한 민감한 개인 정보가 포함되어 있었다. 당시 ASUS 대변인은 "상당히 높은 수준"의 조사를 약속했지만, 파일이 장치 및 복구 매체에 어떻게 포함되었는지에 대해서는 언급을 거부했다. Windows Vista의 무인 설치는 설치 스크립트에 사용되는 개인 플래시 드라이브의 "unattend.xml" 파일에 있는 매개변수로 인해 플래시 드라이브에서 자료를 실수로 복사할 수 있다는 사실이 입증되었다.
2014년 2월, 일부 ASUS 라우터의 AiCloud 기능에 보안 취약점이 발견되어, 2013년 6월에 공개된 취약점에 대한 경고를 담은 텍스트 파일을 배포하는 데 악용되었다. 이 취약점은 공개 인터넷을 통해 라우터 후면의 USB 포트를 통해 연결된 외부 저장 장치로 "이동"할 수 있게 해주는 것이다. 취약점을 공개하기 전에 연구자는 ASUS로부터 해당 동작이 "문제가 아니다"라는 말을 들었지만, 이 취약점은 침해 직전에 패치된 것으로 알려졌다. 해커들은 12,937개의 라우터 IP 주소와 3,131개의 AiCloud 계정도 유출했다. 미국 연방거래위원회는 회사의 "합리적인 보안 관행을 적용하지 않아 소비자가 상당한 피해를 입었다"는 이유로 침해에 대해 불만을 제기했다. 또한 ASUS가 기본적인 침투 테스트를 수행하지 않았고, 사용자가 AiDisk 기능에 대한 기본 관리자 암호를 유지하도록 허용했으며, 적시에 사용자에게 보안 업데이트를 알리지 못했다고 주장했다. 그 결과, ASUS가 라우터가 제공하는 보안 및 보호에 대해 허위 광고를 했다고 판단되었다. 2016년 2월, ASUS는 향후 20년간 2년마다 독립적인 감사를 포함한 "포괄적인 보안 프로그램"을 구현하는 것에 동의하며 불만을 해결했다.
2019년 3월, 카스퍼스키 랩 연구원들은 ASUS 노트북에 번들된 ASUS Live Update 소프트웨어에 영향을 미치는 공급망 공격을 공개했으며, 이를 ShadowHammer라고 명명했다. 카스퍼스키는 2018년 6월부터 11월 사이에 ASUS 서버가 손상되어 ASUS 디지털 서명으로 서명된 Live Update의 수정된 버전을 배포했으며, 이 버전에는 백도어가 포함되어 있었다. 이 백도어는 장치의 네트워크 어댑터가 내부 대상 목록(약 600개의 MAC 주소)에 있는 항목과 일치할 경우 추가 페이로드를 배포했다. ShadowHammer에 대응하여 ASUS는 보안 조치가 개선된 패치된 Live Update 버전을 출시했다. 카스퍼스키와 시만텍은 500,000 ~ 100만 대의 장치가 백도어에 감염된 것으로 추정했지만, ASUS는 공격의 매우 타겟팅된 특성을 언급하며 침해의 심각성을 축소하려 했다. 이 침해는 메인보드와 관련된 유사한, 동일한 이름의 소프트웨어에는 영향을 미치지 않았다.
2019년 4월, ESET은 BlackTech라는 그룹이 ASUS WebStorage 서비스 업데이트를 통해 배포되는 Plead라는 악성코드를 사용하여 타겟 공격을 수행했다고 공개했다. ESET은 그룹이 라우터의 취약점을 통해 중간자 공격을 사용하고, 업데이트가 암호화되지 않은 HTTP 연결을 사용했다고 밝혔다.
2022년 1월, ASUS는 일부 Z690 Maximus Hero 메인보드를 리콜했다. 제조 결함으로 인해 RAM 커패시터가 거꾸로 설치되어 관련 MOSFET이 타버리고 메인보드가 메모리를 감지하지 못하게 되었기 때문이다.
2022년 러시아의 우크라이나 침공 이후, ASUS는 처음에는 러시아 시장에서 대규모 철수를 거부했다. 3월 중순, 소셜 미디어 보이콧과 정부 압력에 따라 러시아에서의 사업을 중단한다고 발표했다.
2023년 4월, PCMasterRace 서브레딧의 게시글이 사용자 라이젠 7 7800X3D CPU에 눈에 띄는 탄 자국이 있으며 ASUS 메인보드의 소켓에도 문제가 있다는 내용으로 인기를 얻었다. 이는 PC에 관심 있는 사람들과, 처음에는 3D V-캐시 기술의 문제라고 생각했던 사람들(소켓에도 문제가 있다는 이전 사용자 보고가 있었기 때문)은 물론, 자신의 CPU가 타는 것을 성공적으로 재현하기 위해 테스트를 실행한 게이머스 넥서스와 같은 열성적인 유튜브 채널의 주목을 받았다. 그들은 타는 원인이 BIOS의 전압 오류 때문이라는 것을 깨달았다. 5월에 ASUS는 이 문제에 대응하여 오류를 수정할 예정인 베타 BIOS를 출시했다. 그러나 새로운 BIOS는 문제를 해결하지 못했을 뿐만 아니라, 이를 설치하면 사용자는 베타 BIOS이기 때문에 보증이 무효화된다는 점을 ASUS가 BIOS 설명에 명확히 기재했음에도 불구하고 보증이 무효화되었다. 같은 달 말, ASUS는 공개적인 비난에 대응하여 방침을 변경하고, 베타 BIOS 버전으로 업데이트된 메인보드에 대해 계속 보증을 존중하고 AMD EXPO, 인텔 XMP 및 DOCP 메모리 오버클럭 기술 사용에 대한 메인보드 보증 범위를 확대할 것이라고 발표했다.
2024년 5월, 하드웨어 리뷰어 Gamers Nexus는 고장난 엄지 스틱으로 인해 ROG Ally를 보증 수리를 위해 보냈다. ASUS는 엄지 스틱 문제가 "고객에 의한 손상" 때문이라고 주장하며 보증 수리를 거부했다. 또한, ASUS는 "작은 자국" 때문에 LCD 패널과 상단 케이스 교체에 대해 $191.47의 수리 비용을 요구했으며, 이는 장치를 원래 보증 수리를 위해 보냈던 문제와 관련이 없었다. ASUS는 또한 수리 비용을 지불하지 않으면 장치를 "분해된 상태"로 Gamers Nexus에 돌려보낼 것이라고 밝혔다. 며칠 후, ASUS는 Gamers Nexus의 압력에 따라 보증을 존중하고 원래 문제의 수리를 진행했으며, 이후 형편없는 서비스에 대해 사과했다.

## 같이 보기
- 애즈락
- 바이오스타
- 엘리트그룹 컴퓨터 시스템스
- EVGA 코퍼레이션
- 기가바이트 테크놀로지
- 마이크로-스타 인터내셔널
- 대만의 기업 목록